# Радаев, Николай Егорович
Николай Егорович Радаев (5 февраля 1934 года, село Коновалово, Борский район, Самарская область — 9 октября 2020 года, Бузулук, Оренбургская область) — советский лесовод, Герой Социалистического Труда.

## Биография
Родился 5 февраля 1934 года в селе Коновалово Борского района Самарской области. Окончил четыре класса школы, после чего работал в лесхозе. В 1951 году Радаев окончил курсы механизаторов. После службы в армии проживал в посёлке Широковский Бузулукского района Оренбургской области, работал трактористом, затем мастером лесоводства в Колтубановском лесхозе.
Радаев создал и внедрил приспособление, которое позволяло механизировать процесс санитарной вырубки деревьев, повысить тем самым на 20 % производительность труда и значительно экономить горючее и средства на ремонт.
Указом Президиума Верховного Совета СССР от 6 сентября 1966 года за «достигнутые успехи в выполнении семилетнего плана развития лесного хозяйства» Николаю Радаеву было присвоено звание Героя Социалистического Труда с вручением ордена Ленина и золотой медали «Серп и молот».
Жил в Бузулуке. Умер 9 октября 2020 года.
Также награждён медалями.